# Anchu
Anchu war ein altägyptischer Wesir der 13. Dynastie (um 1750 v. Chr.). Er gilt als einer der bedeutendsten Beamten dieser Periode.

## Person
Anchu war der Sohn eines Wesirs, dessen Name nicht bekannt ist, jedoch wird der Wesir Samonth vermutet, da dessen Gemahlin denselben Namen wie die Mutter des Anchu trägt (Henutpu). Anchu war wiederum der Vater von zwei weiteren Wesiren (Iii-meru, Resseneb). Seine Tochter Senebhenas war mit dem Vorsteher der Wirtschaftsanlage Upuaut-hotep verheiratet, dessen Familie eng mit dem Königshaus verbunden war. Eines deren Familienmitglieder war die Königin Aja. Anchu ist von verschiedenen Dokumenten her bekannt.
Anchu erscheint auf einigen Stelen seiner Familie und seiner Untergebenen, die für ihn tätig waren. Er stiftete drei Statuen (für seine Mutter Henutpu, für seinen Vater und sich selbst) im Karnaktempel. Er wird auch in einer Reihe wichtiger Dokumente genannt. Im Papyrus Boulaq 18, dem Rechnungsbuch des thebanischen Palastes von Sobekhotep II., erscheint er und einige Briefe auf dem Papyrus Brooklyn 35.1446 sind an ihn gerichtet.
Auf einer Stele im Louvre (siehe Bild) wird er zusammen mit Renovierungsarbeiten am Osiristempel in Abydos genannt, die mit König Chendjer in Verbindung stehen. Sein Grab befand sich in Theben, wo sich sein Granitsarkophag fand.
| Samonth (?) (Vater: Wesir) | Samonth (?) (Vater: Wesir) | Samonth (?) (Vater: Wesir) | Samonth (?) (Vater: Wesir) | Samonth (?) (Vater: Wesir) | Samonth (?) (Vater: Wesir) |       |       |          |          |          |          | Henutpu (Mutter) | Henutpu (Mutter) | Henutpu (Mutter) | Henutpu (Mutter) | Henutpu (Mutter) | Henutpu (Mutter) |            |            |            |            |         |         |              |              |              |              |              |              |
| Samonth (?) (Vater: Wesir) | Samonth (?) (Vater: Wesir) | Samonth (?) (Vater: Wesir) | Samonth (?) (Vater: Wesir) | Samonth (?) (Vater: Wesir) | Samonth (?) (Vater: Wesir) |       |       |          |          |          |          | Henutpu (Mutter) | Henutpu (Mutter) | Henutpu (Mutter) | Henutpu (Mutter) | Henutpu (Mutter) | Henutpu (Mutter) |            |            |            |            |         |         |              |              |              |              |              |              |
|                            |                            |                            |                            |                            |                            |       |       |          |          |          |          |                  |                  |                  |                  |                  |                  |            |            |            |            |         |         |              |              |              |              |              |              |
|                            |                            |                            |                            |                            |                            | Anchu | Anchu | Anchu    | Anchu    | Anchu    | Anchu    |                  |                  |                  |                  |                  |                  | Mererit    | Mererit    | Mererit    | Mererit    | Mererit | Mererit |              |              |              |              |              |              |
|                            |                            |                            |                            |                            |                            | Anchu | Anchu | Anchu    | Anchu    | Anchu    | Anchu    |                  |                  |                  |                  |                  |                  | Mererit    | Mererit    | Mererit    | Mererit    | Mererit | Mererit |              |              |              |              |              |              |
|                            |                            |                            |                            |                            |                            |       |       |          |          |          |          |                  |                  |                  |                  |                  |                  |            |            |            |            |         |         |              |              |              |              |              |              |
|                            |                            |                            |                            |                            |                            |       |       |          |          |          |          |                  |                  |                  |                  |                  |                  |            |            |            |            |         |         |              |              |              |              |              |              |
| Iii-meru                   | Iii-meru                   | Iii-meru                   | Iii-meru                   | Iii-meru                   | Iii-meru                   |       |       | Resseneb | Resseneb | Resseneb | Resseneb | Resseneb         | Resseneb         |                  |                  | Senebhenas       | Senebhenas       | Senebhenas | Senebhenas | Senebhenas | Senebhenas |         |         | Upuaut-hotep | Upuaut-hotep | Upuaut-hotep | Upuaut-hotep | Upuaut-hotep | Upuaut-hotep |
| Iii-meru                   | Iii-meru                   | Iii-meru                   | Iii-meru                   | Iii-meru                   | Iii-meru                   |       |       | Resseneb | Resseneb | Resseneb | Resseneb | Resseneb         | Resseneb         |                  |                  | Senebhenas       | Senebhenas       | Senebhenas | Senebhenas | Senebhenas | Senebhenas |         |         | Upuaut-hotep | Upuaut-hotep | Upuaut-hotep | Upuaut-hotep | Upuaut-hotep | Upuaut-hotep |

## Bedeutung
Mit diesen Belegen ist er mindestens unter zwei Königen bezeugt und er wurde oftmals als eigentliche Macht am königlichen Hof der 13. Dynastie angesehen. Er galt als das Musterbeispiel für eine stabile Verwaltung in der 13. Dynastie, die sonst von einem schwachen Königtum gekennzeichnet scheint. Die neuere Forschung ist mit solchen Aussagen vorsichtiger. Trotzdem war er mit Sicherheit eine mächtige Person, dessen Familie es über drei Generationen schaffte höchste Staatsämter innezuhalten.